# Joint Bone Spine
Joint Bone Spine ist eine wissenschaftliche Fachzeitschrift, die vom Elsevier-Verlag veröffentlicht wird. Die Zeitschrift erscheint mit sechs Ausgaben im Jahr. Es werden Arbeiten veröffentlicht, die sich mit rheumatischen Erkrankungen beschäftigen.
Der Impact Factor des Journals lag im Jahr 2014 bei 2,901. Nach der Statistik des ISI Web of Knowledge wird das Journal mit diesem Impact Factor in der Kategorie Rheumatologie an elfter Stelle von 32 Zeitschriften geführt.